# Forrest Smithson
Forrest Custer Smithson (ur. 26 września 1884 w Portland w Oregonie, zm. 24 listopada 1962 w hrabstwie Contra Costa, w Kalifornii) – amerykański lekkoatleta płotkarz, mistrz olimpijski.
Jako student teologii Oregon State University zdobył mistrzostwo Stanów Zjednoczonych (AAU) w biegu na 120 jardów przez płotki w 1907 i 1909.
Na Igrzyskach Olimpijskich w 1908 w Londynie bieg na 110 metrów przez płotki nie był rozgrywany na bieżni, lecz na specjalnym torze na murawie stadionu. Do finału zakwalifikowało się wyłącznie czterech Amerykanów. Smithson zwyciężył uzyskując czas 15,0 s, który był nowym rekordem świata.
Legenda, która mówi, że Smithson przebiegł finał trzymając Biblię w lewej ręce jako protest przeciwko rozegraniu biegu w niedzielę, jest nieprawdziwa. Bieg finałowy rozegrano w sobotę. Źródłem legendy jest prawdopodobnie zdjęcie umieszczone obok, zawarte w oficjalnym raporcie komitetu organizacyjnego Igrzysk. Zostało ono jednak zrobione już po zwycięskim biegu Smithsona.
Smithson potem został duchownym baptystycznym.

## Rekordy życiowe
źródło:
- 100 m – 11,2 s. (1908)
- 110 m ppł – 15,0 s. (1908)